# Pierre Merlin
Pour les articles homonymes, voir Merlin.
Pierre Merlin, né à Metz le 6 mai 1937, est ingénieur géographe, urbaniste, expert-démographe, statisticien et actuaire. Il a présidé l'Université de Paris VIII-Vincennes (1976-1980). Il a fondé et présidé l’Institut Fançais d'Urbanisme de cette université, puis l'Institut d'Urbanisme et d'Aménagement de la Sorbonne. Il est aujourd’hui professeur émérite à l’université de Paris-I Panthéon-Sorbonne.

## Biographie

### Origines et formation
Pierre Merlin est fils d'un officier de marine tué en 1940 pendant la campagne de Norvège. Orphelin de père à 2 ans et de mère à 5 ans, pupille de la Nation, il fait ses études secondaires au Prytanée militaire national de la Flèche. Il acquiert une formation éclectique : l’École polytechnique, l’Institut de statistique (cycle supérieur et thèse d'actuariat sur Évolution de la mortalité française depuis 1900 et établissement de tables de mortalité de génération), l’Institut de démographie (expert-démographe) et la Sorbonne, où il soutient une thèse de 3e cycle de géographie-démographie en 1963 intitulée La dépopulation des plateaux de la Moyenne Durance : Valensole, Forcalquier, Saint-Christol, puis une thèse de doctorat d'État ès lettres en géographie-urbanisme en 1966 sur Les transports parisiens : étude de géographie économique et sociale.

### Carrière administrative et de recherche
Sa carrière l’a conduit à la fois dans la haute administration, l’université et les associations. À la fin des années 1960, il est nommé directeur scientifique de l’Institut d'aménagement et d'urbanisme de la Région parisienne (aujourd'hui Institut Paris-Région). En 1981-1982, il préside le Groupe interministériel "Aménagement touristique, protection de l'environnement et politique sociale de loisirs". En 1982-1983, il est chargé d'une mission sur le logement social à Paris.
Son concept de « coût social généralisé d'un déplacement » permet la décision de la mise en place du réseau express régional (RER) en région parisienne : en effet, les calculs, qu'il mène avec Michel Barbier, conduisent à évaluer, à partir du comportement observé des usagers, un équivalent monétaire du temps passé et des inconforts (correspondances, attente, marche à pied terminale, etc.) liés à un déplacement, montrant qu'au-delà des coûts de la construction et de fonctionnement, l'ensemble des usagers allait bénéficier concrètement de ces aménagements. Le coût généralisé d'un déplacement en transports en commun ou en automobile (dépense + temps + inconforts), puis le coût social généralisé (incorporant les coûts environnementaux:bruit, pollution, accidents, etc.), conduisent à la notion de rentabilité généralisée (ou collective) d'une infrastructure de transport. Cette méthodologie, mise au point pour la planification de RER, s'est par la suite généralisée aux études de planification des transports (urbains ou non urbains).

### Carrière universitaire
Parallèlement à son activité de haut fonctionnaire, il est chargé de cours à la Sorbonne en cartographie et en études urbaines(1964-1968) .
Professeur à l’université de Paris-VIII (Vincennes devenue « Vincennes à Saint-Denis ») (1968-1987), puis à université de Paris-I Panthéon-Sorbonne (1987-2003). Il est en 1969 à l'origine de la création de l’Institut d’urbanisme de l’académie de Paris (Paris-VIII) devenu, en 1984, l’Institut français d'urbanisme. Il organise son transfert en 1987 à Marne-la-Vallée, sans qu'il cesse d'être rattaché à l'Université de Paris VIII (Vincennes à Saint-Denis), et son implantation en 1991 dans un bâtiment dédié, conçu par l’architecte Pierre Riboulet. Il a également été professeur à l’Institut de statistique de l'université de Paris entre 1963 et 1976 et professeur, responsable des enseignements d'aménagement et d'urbanisme, à l’École nationale des ponts et chaussées entre 1984 et 2000. Il a été professeur invité dans diverses universités étrangères (Toronto, Pennsylvania, Genève, Mons). En 1986, il a créé, à l'Université de Paris I (Panthéon-Sorbonne), le Magistère "Aménagement (milieux, espaces, sociétés)", en association avec L'IFU ( Paris VIII) et l'Ecole Nationale des Ponts et Chaussées, qu'il a dirigé jusqu'en 2003.
Il a présidé la section "Aménagement et urbanisme" du Conseil National des Universités (CNU 1984-2000) et le groupe de section "Sciences humaines" de celui-ci (1996-2000).
Il en est élu premier vice-président de l’université de Paris-VIII - Vincennes en 1971, puis président en 1976. En 1977, la lutte des étudiants non inscrits au sein de l’université prend une forme particulièrement violente puisque Pierre Merlin est séquestré puis bousculé en présence de plusieurs centaines d'étudiants. Analysant cette « histoire mouvementée », Le Monde  considère que l'université a alors « peut-être eu contre elle le "tort" d'être présidée, à plusieurs reprises, par des professeurs "marqués" politiquement, tels M. Claude Frioux (communiste) et M. Pierre Merlin (socialiste) ». 
Ses fonctions le conduisent à un vif conflit médiatique et juridique avec la ministre des Universités, Alice Saunier-Seïté. Entre 1978 et 1980, il tente de s'opposer à la décision politique de détruire les locaux sur le site de Vincennes (construits en 1968 sur un terrain prêté par la Ville de Paris) et à son déménagement sur un site exigu au nord de Saint-Denis. Il démissionne avec fracas. 
Il a été président de l’Association pour la qualité de la science française (1985-2003) et élu au Conseil national de l'enseignement supérieur et de la recherche (CNESER 1984-1988) et au Conseil national de l'éducation (CNE1988-1992).
Il a participé à la création en 1984 de l’Association pour la promotion de l’enseignement et de la recherche en aménagement et urbanisme (dont il a rédigé la charte), qu'il a présidée (1992-2000) et qu'il a transformée en 1998 en association internationale francophone.
Il a créé, avec François Ascher et Françoise Choay, le laboratoire "Théorie des mutations urbaines' associé au CNRS et l'a dirigé (1986-1992). Il a présidé la commission "Architecture,urbanistique, société " du CNRS (1985-1987).
Il a présidé le Ski Club Alpin Parisien (1974-1980) et été secrétaire général du Club Alpin Français (1979-1982).

### Auteur
Il est l’auteur d'un grand nombre de livres et de publications sur l’urbanisme, les transports, l’aménagement du territoire, le tourisme, la démographie, parmi lesquels le Dictionnaire de l'urbanisme et de l'aménagement devenu en 2023 le Dictionnaire de l'urbanisme, de l'aménagement, du logement et de l'environnement, qu'il a dirigé avec la participation de Françoise Choay, professeur émérite à l’Institut français d’urbanisme. Son thème de prédilection est l’analyse de l’espace, et se réalise dans l’étude de l’urbanisme, des villes nouvelles, de l’aménagement du territoire, des grandes métropoles (en particulier, l’Île-de-France), de la planification des transports (notamment urbains), du développement touristique, de la protection de l’environnement et du ski-alpinisme, dont il est un pionnier réputé (cf. son Guide des raids à skis (1980).

## Publications
Plus de 500 publications, dont 65 livres parmi lesquels :
- 2023 Dictionnaire de l'urbanisme, de l'aménagement, du logement et de l'environnement  (dir.), Paris, PUF
- 2012 Transports et urbanisme en Ïle-de-France, Paris, La Documentation française
- 2010 Les grands ensembles, Paris, La Documentation française[5]
- 2009 L'exode urbain, de la ville à la campagne, Paris, La Documentation française
- 2007 L’Éco-région d’Île-de-France, une utopie constructive, Paris, La Documentation française
- 2006 Le Tourisme en France, Paris, Ellipses
- 2002 Le Transport aérien, Paris, PUF, coll. « Que sais-je ? »
- 2002 L’Aménagement du territoire, Paris, PUF, « Premier cycle »1999
- 1999 L'Île-de-France: hier, aujourd'hui, demain, Paris, La Documentation française
- 1997 Géographie humaine, Paris, PUF, « Fondamental »[6]
- 1996 Énergie, environnement et urbanisme durable, Paris, PUF, coll. « Que sais-je ? »
- 1995 Les Techniques de l’urbanisme, Paris, PUF, coll. « Que sais-je ? »
- 1994 Pour la qualité de l'université française (avec Laurent Schwartz), Paris, PUF (coll. Politique d'aujourd'hui)
- 1991 Géographie, économie et planification des transports, Paris, PUF, coll. « Fondamental »
- 1991 L'urbanisme, Paris, PUF, coll. "Que sais-je?" (12e éd., 2018)
- 1988 Dictionnaire de l'urbanisme et de l'aménagement (dir.) avec Françoise Choay (7e éd., 2015), Paris, PUF (coll. "Quadrige")
- 1988 Transformation de la famille et habitat (dir.) avec Catherine Bonvalet, Paris, PUF (coll. "Travaux et documents de l'INED")
- 1988 Géographie de l'aménagement, Paris, PUF, coll. "Espace et liberté"[7]
- 1984 La Planification des transports urbains, Paris, Masson et Cie
- 1983 Pour une véritable priorité au logement social à Paris, Paris, La Documentation française, coll. des rapports officiels"
- 1982 Aménager la France des vacances (avec Robert Spizzichino), Paris, La Documentation française
- 1980 L'université assassinée. Vincennes : 1968-1980, Paris, Ramsay [lire un extrait sur Gallica]
- 1980 Guide des raids à skis, 2 vol., Paris, Denoël
- 1973 Méthodes quantitatives et espace urbain, Paris, Masson et Cie
- 1971 L'exode rural, Paris, PUF(coll. "Travaux et documents" de l'INED)
- 1969 Les villes nouvelles. Urbanisme régional et aménagement, Paris, PUF
- 1967 Les Transports parisiens, Paris, Masson et Cie
- 1964 La Topographie, PUF, coll. « Que sais-je ? »

## Textes en ligne
- 2002. « Projet de rapport introductif au débat ». Les bibliothèques universitaires. Paris, 2 mars
- 2001. « Rapport introductif au débat ». Plan "Universités troisième millénaire. Paris, 22 janvier.
- 1999  "L'enseignement de l'aménagement et de l'urbanisme en France : bilan et perspectives", Paris, "Géographie, Economie et Société", n° 2
- 1981. Note sur la dimension prospective nécessaire à l'université culturelle. Préparation des assises de l'Université de Paris VIII, 6 avril.

## Distinctions
Chevalier (1990) puis Officier (2000) de la Légion d'Honneur
Prix Carlier (1967) et prix Alexander von Humboldt (2006) de l'Académie des Sciences morales et politiques
Grand prix du livre touristique (1980)